# Xã Sparta, Quận Christian, Missouri
Xã Sparta (tiếng Anh: Sparta Township) là một xã thuộc quận Christian, tiểu bang Missouri, Hoa Kỳ. Năm 2010, dân số của xã này là 2.719 người.